# Hauptstraße 11 (Volkach)

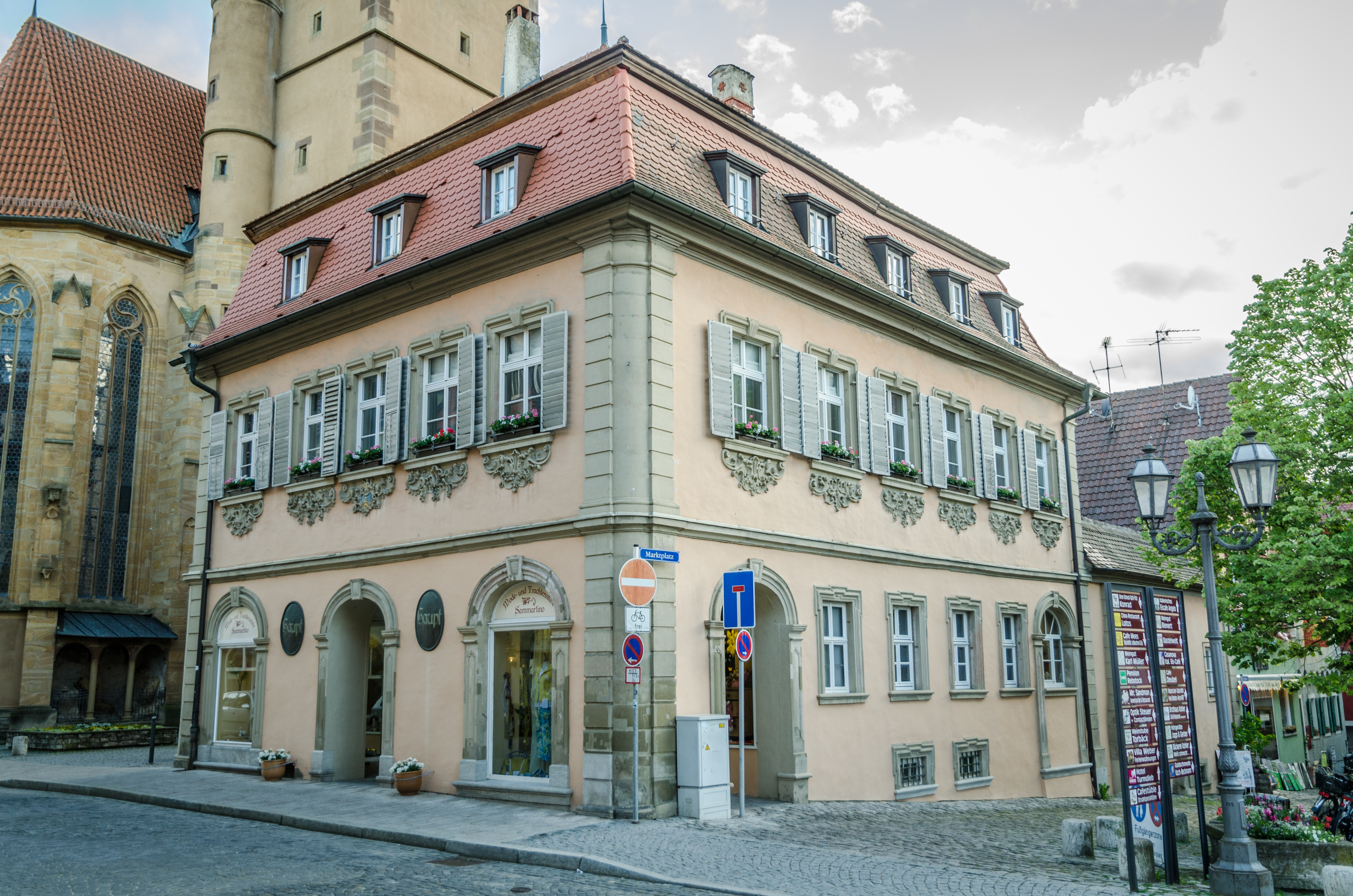
Das Haus Hauptstraße 11

Das Haus Hauptstraße 11 (früher Hausnummern 53 und 54) ist ein denkmalgeschütztes Gebäude in der Kernstadt des unterfränkischen Volkach. Es wird nach den ehemaligen Besitzern auch Haus Haupt genannt.

## Geschichte
Bereits in der zweiten Hälfte des 17. Jahrhunderts bewohnte die Familie Degen das Grundstück Nr. 54, auf dem ein Vorgängerbau des Wohnhauses zu finden war. Adam Degen betrieb 1689 eine Leintuchkrämerei. Um 1700 entstand das heutige Wohnhaus, das im Erdgeschoss die Geschäftsräume des Adam Degen aufnehmen konnte. Degen gab mit dem am Haus angebrachten Wappen Hinweis auf die lange Tradition, mit der seine Familie bereits an dieser exponierten Stelle neben der Stadtpfarrkirche lebte.
Noch 1710 wurde eine Leinwandkrämerei in dem Anwesen betrieben, allerdings stand dem Geschäft jetzt wohl Adam Degen Junior vor, der gleichzeitig als Organist in der nahen Bartholomäuskirche tätig war. Um 1747 starb Adam Degen und seine Witwe übergab das Haus an Georg Michael Degen, wohl einen Neffen des Toten. Er stammte von einem Zweig der Familie ab, der sich in Würzburg angesiedelt hatte. 1758 hatte Jacob Degen das Haus inne, ein Jahr später saß hier Georg Michael Degen.
Georg Michael gelang es auch, das benachbarte Anwesen mit der Nr. 54 zu erwerben und zu einem Anbau umzugestalten. Mit dem Kauf erhöhte die Stadt die zu zahlende Taxe auf die Grundstücke auf 1374 Gulden. Um 1795 starb Georg Michael Degen und sein Schwiegersohn Joseph Baierlein erwarb das Haus, nachdem er zuvor das Bürgerrecht Volkachs erhalten hatte. Baierlein führte in den Räumlichkeiten ein Warenhaus, in dem Güter aller Art angeboten wurden. Er verkaufte das Haus um 1820.
Neuer Besitzer wurde der Stadtrat Jacob Frainier. Er war Kaufmann und besaß in der ersten Hälfte des 19. Jahrhunderts mehrere Häuser in der Oberen Altstadt. 1843 gelangte Jacobs Sohn Franz Frainier zusammen mit seiner Frau Amalia Niedermaier in den Besitz des Anwesens. Von den großen Besitzgütern der Familie Frainier zeugt die Grundstückstaxe, die bei 5700 Gulden lag. Zehn Jahre später, 1853, erwarb der Kaufmann Kaspar Haupt das Haus und nahm zunächst eine Veränderung der Fassade vor.
Kurze Zeit später saß der Würzburger Kaufmann Georg Leininger in dem Haus, er musste allerdings bald Konkurs anmelden. Aus der Versteigerung ging wiederum Kaspar Haupt als Sieger hervor und ist noch 1887 als Besitzer nachzuweisen. 1890 besaß der Kaufmann Eugen Hillenbrand das Haus, 1905 ist Wilhelm Sebastian Haupt in dem Anwesen nachweisbar. Er betrieb als gelernter Kaufmann ein Schnitt- und Kurzwarengeschäft und bot auch Putzwaren an.
Wilhelm Sebastian Haupt nahm um 1951 einen Umbau am Gebäude vor und wollte damit das Haus an die gestiegenen Ansprüche im Einzelhandel anpassen, die heutige Arkade entstand. Die Stadt Volkach erwarb das Haus dann im Jahr 1990 von der Familie Haupt. Sie verpachtete das Anwesen an Elisabeth Sammartino, die in den Räumlichkeiten eine Mode- und Trachtenstube einrichtete. Das Haus wird heute als Baudenkmal geführt. Zudem ist es Teil des Ensembles Altstadt Volkach. Untertägige Reste von Vorgängerbauten werden als Bodendenkmal eingeordnet.

## Beschreibung
Das Haus Hauptstraße 11 präsentiert sich als zweigeschossiger Mansarddachbau mit reicher Rokoko-Gliederung. Es bildet als Spätbarockbau den Übergang zum Klassizismus, der im gegenüberliegenden Haus Hauptstraße 20 seinen Ausdruck findet. Besonders bemerkenswert sind die reich gegliederten Fenstergewände, die Ohrungen erhielten. Unterhalb der Fenster im Obergeschoss brachte man außerdem Rankwerkornament an. Oberhalb des Haupteingangs wurde statt dieses Rankwerks ein Wappen der Familie Degen mit zwei gekreuzten Degen über einem Sparren auf blauem Grund angebracht, das von einem Bürger mit Degen als Helmzier überragt wird.
Die Ecken des Hauses wurden mit Eckpilastern verziert, die beiden Geschosse werden durch ein umlaufendes Gesims voneinander getrennt. Die Arkade in Richtung der Hauptstraße geht auf einen Umbau in den 1950er Jahren zurück. Damals brachte man ebenso die kassettierten Pfeiler und die Schlusssteine in den Fenstergewänden an. Der rückwärtige Anbau wurde 1769 dem Anwesen zugeschlagen und ist heute eingeschossig. Die Hofeinfahrt ist zugemauert, wurde ursprünglich von einem Torbogen mit Sockelsteinen und einem Schlussstein mit Blattbesatz gebildet.